# Giovanna di Baviera-Straubing
Giovanna Sofia di Baviera (1373 circa – 15 novembre 1410) fu duchessa consorte d'Austria dal 1395 al 1404.

## Biografia
Giovanna era la figlia minore di Alberto I, duca di Baviera, e della sua prima moglie Margherita di Brieg. Era un membro della stirpe dei Wittelsbach.
Il 13 giugno 1395, Giovanna Sofia sposò a Vienna Alberto IV, duca d'Austria. Il matrimonio tra i due pose fine a una faida tra il padre di Giovanna Sofia e il padre di Alberto, Alberto III d'Austria. Il padre di Giovanna Sofia accettò il pagamento di 10000 Pfennig e cedette ad Alberto III la fortezza di Natternberg e la città di Deggendorf.
Dal matrimonio nacquero due figli, entrambi raggiunsero l'età adulta:
- Alberto V (16 agosto 1397 - 27 ottobre 1439, Neszmély, Ungheria).
- Margherita (26 giugno 1395, Vienna - 24 dicembre 1447), sposata a Landshut il 25 novembre 1412 con il duca Enrico XVI di Baviera.[1]

Alberto era spesso in conflitto spesso con i membri della famiglia di Giovanna Sofia, come il cognato Venceslao, re dei Romani, e il fratellastro Sigismondo, imperatore del Sacro Romano Impero. Questa situazione terminò solo con la morte di Alberto nel 1404. Giovanna Sofia organizzò i matrimoni per i suoi figli. Negoziò con Federico, duca di Baviera, per far sposare sua figlia Margherita con suo figlio, Enrico XVI, duca di Baviera. Enrico e Margherita si sposarono due anni dopo la morte di Giovanna Sofia.
Suo figlio Alberto sposò Elisabetta di Lussemburgo, unica figlia dell'imperatore Sigismondo.
Giovanna Sofia morì a Vienna all'età di trentasei o trentasette anni.

## Ascendenza
|                          |                         |                        | Genitori                      |  |  | Nonni |  |  | Bisnonni                   |  |  | Trisnonni            |  |
|                          |                         |                        |                               |  |  |       |  |  | Ludovico II del Palatinato |  |  | Ottone II di Baviera |  |
|                          |                         |                        |                               |  |  |       |  |  | Ludovico II del Palatinato |  |  | Ottone II di Baviera |  |
|                          |                         | Agnese del Palatinato  |                               |  |  |       |  |  | Ludovico II del Palatinato |  |  |                      |  |
| Ludovico il Bavaro       |                         |                        |                               |  |  |       |  |  | Ludovico II del Palatinato |  |  |                      |  |
|                          |                         | Matilde d'Asburgo      | Rodolfo I d'Asburgo           |  |  |       |  |  |                            |  |  |                      |  |
|                          |                         | Matilde d'Asburgo      | Rodolfo I d'Asburgo           |  |  |       |  |  |                            |  |  |                      |  |
|                          |                         | Matilde d'Asburgo      | Gertrude di Hohenberg         |  |  |       |  |  |                            |  |  |                      |  |
| Alberto I di Baviera     |                         | Matilde d'Asburgo      |                               |  |  |       |  |  |                            |  |  |                      |  |
|                          |                         | Guglielmo I di Hainaut | Giovanni I di Hainaut         |  |  |       |  |  |                            |  |  |                      |  |
|                          |                         | Guglielmo I di Hainaut | Giovanni I di Hainaut         |  |  |       |  |  |                            |  |  |                      |  |
|                          |                         | Guglielmo I di Hainaut | Filippa di Lussemburgo        |  |  |       |  |  |                            |  |  |                      |  |
| Margherita II di Hainaut |                         | Guglielmo I di Hainaut |                               |  |  |       |  |  |                            |  |  |                      |  |
|                          |                         | Giovanna di Valois     | Carlo di Valois               |  |  |       |  |  |                            |  |  |                      |  |
|                          |                         | Giovanna di Valois     | Carlo di Valois               |  |  |       |  |  |                            |  |  |                      |  |
|                          |                         | Giovanna di Valois     | Margherita d'Angiò            |  |  |       |  |  |                            |  |  |                      |  |
| Giovanna Sofia           |                         | Giovanna di Valois     |                               |  |  |       |  |  |                            |  |  |                      |  |
|                          | Boleslao III il Prodigo | Enrico V di Slesia     |                               |  |  |       |  |  |                            |  |  |                      |  |
|                          | Boleslao III il Prodigo | Enrico V di Slesia     |                               |  |  |       |  |  |                            |  |  |                      |  |
|                          | Boleslao III il Prodigo | Elisabetta di Kalisz   |                               |  |  |       |  |  |                            |  |  |                      |  |
| Ludovico I il Giusto     | Boleslao III il Prodigo |                        |                               |  |  |       |  |  |                            |  |  |                      |  |
|                          |                         | Margherita di Boemia   | Venceslao II di Boemia        |  |  |       |  |  |                            |  |  |                      |  |
|                          |                         | Margherita di Boemia   | Venceslao II di Boemia        |  |  |       |  |  |                            |  |  |                      |  |
|                          |                         | Margherita di Boemia   | Guta d'Asburgo                |  |  |       |  |  |                            |  |  |                      |  |
| Margherita di Brieg      |                         | Margherita di Boemia   |                               |  |  |       |  |  |                            |  |  |                      |  |
|                          |                         | Enrico IV il Fedele    | Enrico III di Głogów          |  |  |       |  |  |                            |  |  |                      |  |
|                          |                         | Enrico IV il Fedele    | Enrico III di Głogów          |  |  |       |  |  |                            |  |  |                      |  |
|                          |                         | Enrico IV il Fedele    | Matilde di Brunswick-Lüneburg |  |  |       |  |  |                            |  |  |                      |  |
| Agnese di Głogów-Żagań   |                         | Enrico IV il Fedele    |                               |  |  |       |  |  |                            |  |  |                      |  |
|                          |                         | Matilde di Brandeburgo | Ermanno di Brandeburgo        |  |  |       |  |  |                            |  |  |                      |  |
|                          |                         | Matilde di Brandeburgo | Ermanno di Brandeburgo        |  |  |       |  |  |                            |  |  |                      |  |
|                          |                         | Matilde di Brandeburgo | Anna d'Asburgo                |  |  |       |  |  |                            |  |  |                      |  |
|                          |                         | Matilde di Brandeburgo |                               |  |  |       |  |  |                            |  |  |                      |  |